# Burning the Witches
Burning the Witches es el primer álbum de la banda alemana de heavy metal Warlock, lanzado en 1984.
El disco fue autogestionado por el grupo con el productor Axel Thubeauville, y editado por medio de la compañía independiente belga Mausoleum. 
Fue relanzado por Vertigo Records, cuando Warlock firmó contrato con este sello inglés, al año siguiente.

## Canciones
Lado A
1. Sign of Satan (Graf) 3:13
2. After the Bomb (Szigeti, Graf) 3:50
3. Dark Fade (Szigeti, Pesch) 4:07
4. Homicide Rocker (Graf) 3:12
5. Without You (Szigeti, Pesch) 5:25

Lado B
1. Metal Racer (Graf) 3:42
2. Burning the Witches (Graf) 4:17
3. Hateful Guy (Graf, Pesch) 3:41
4. Holding Me (Szigeti, Pesch) 4:07

## Personal
- Doro Pesch - voz
- Rudy Graf - guitarra
- Peter Szigetti - guitarra
- Frank Rittel - bajo
- Micha Eurich - batería